# Lake Brownwood
Lake Brownwood est une census-designated place située dans le comté de Brown, dans l’État du Texas, aux États-Unis. Sa population s’élevait à 1 532 habitants lors du recensement de 2010.